# Kreis Dippoldiswalde

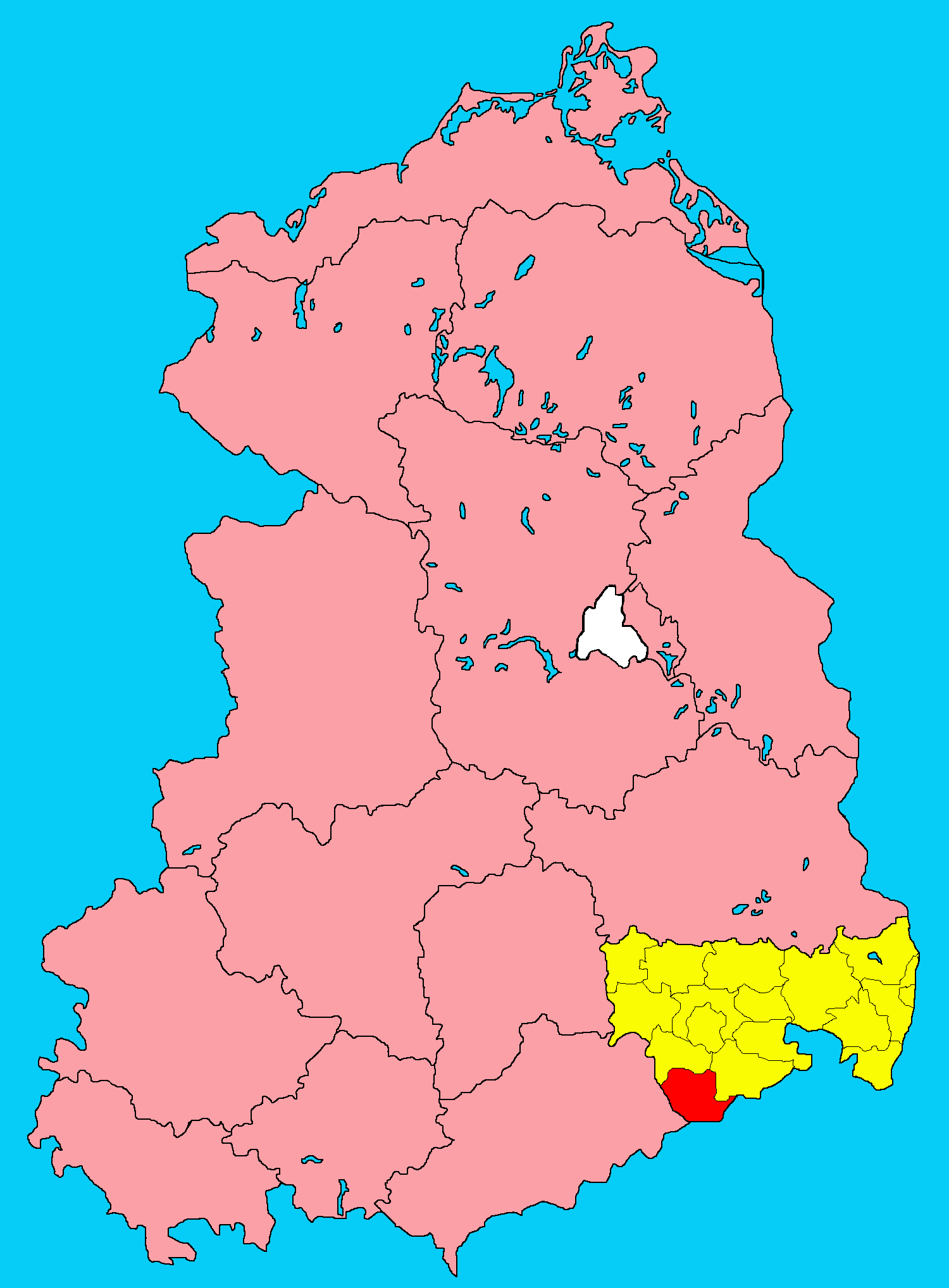
Kreis Dippoldiswalde im Bezirk Dresden

Der Kreis Dippoldiswalde war ein Landkreis im Bezirk Dresden der DDR. Von 1990 bis 1994 bestand er als Landkreis Dippoldiswalde im Freistaat Sachsen fort. Sein Gebiet liegt heute im Landkreis Sächsische Schweiz-Osterzgebirge. Der Sitz der Kreisverwaltung befand sich in Dippoldiswalde.

## Geographie

### Lage
Der Kreis Dippoldiswalde gehörte zum Bezirk Dresden und befand sich südlich der Bezirkshauptstadt Dresden im Osterzgebirge.

### Nachbarkreise
Der Kreis Dippoldiswalde grenzte im Uhrzeigersinn im Westen beginnend an die Kreise Brand-Erbisdorf, Freiberg, Freital und Pirna. Im Süden grenzte er an die Tschechoslowakei.

### Naturraum
Den ehemaligen Kreis Dippoldiswalde prägt das Hochflächen-Täler-Relief des östlichen Erzgebirges. Die ausgedehnten Hochflächen in Höhen zwischen 300 und 800 m ü.NN. (vielfach Ackerland und Weiden) werden von bewaldeten Tälern der nach Norden entwässernden Flüsse Bobritzsch, Wilde Weißeritz, Rote Weißeritz, Müglitz (Fluss) durchbrochen.
Bedeutende meist basaltische Kuppen bilden die Landmarken Wilisch (476 m), Luchberg (576 m) und Geisingberg (824 m). Den höchsten Gipfel des östlichen Erzgebirges bildet der wenig markante Kahleberg (905 m) bei Zinnwald-Georgenfeld nahe der deutsch-tschechischen Grenze. Ferner gibt es größere Waldgebiete wie die Dippoldiswalder Heide, die Hirschbacher Heide und den Schmiedeberg-Oberfrauendorfer Forst. Bemerkenswert ist auch das Georgenfelder Hochmoor bei Zinnwald und die geologisch interessante Karsdorfer Verwerfung. Die für die Trinkwassergewinnung Dresdens wichtigen Talsperren Lehnmühle und Klingenberg sowie die Talsperre Malter lagen ebenfalls ganz oder größtenteils im Kreis Dippoldiswalde.
Die Überreste des Zinn-Bergbaus sind besonders um Altenberg zu sehen. So findet sich in Altenberg ein Pinge.

## Geschichte
Der Kreis Dippoldiswalde ging aus der am 1. Januar 1939 in Landkreis Dippoldiswalde umbenannten, 1874 gegründeten Amtshauptmannschaft Dippoldiswalde hervor. Mit der Kreisreform der DDR am 25. Juli 1952 erfolgte die Bildung der Bezirke und eine Neubildung der Kreise. Der alte Landkreis Dippoldiswalde gab 22 seiner 79 Gemeinden an drei neue Nachbarkreise ab. Der Kreis Dippoldiswalde wurde dem neu gebildeten Bezirk Dresden zugeordnet, Kreissitz wurde Dippoldiswalde.
Folgende Gemeinden wurden abgegeben
- 12 Gemeinden an den neuen Kreis Freital:

Bärenklause-Kautzsch, Börnchen b. Possendorf, Gombsen, Karsdorf, Kleincarsdorf, Kreischa, Lungkwitz, Oelsa, Possendorf, Quohren, Spechtritz und Theisewitz.
- 5 Gemeinden an den neuen Kreis Brand-Erbisdorf:

Burkersdorf, Dittersbach, Frauenstein, Kleinbobritzsch und Nassau.
- 5 Gemeinden an den neuen Kreis Pirna:

Berthelsdorf, Börnersdorf, Breitenau, Döbra und Waltersdorf
57 Gemeinden des alten Landkreises Dippoldiswalde bildeten den neuen Kreis Dippoldiswalde:
Altenberg, Ammelsdorf, Bärenburg, Kurort, Bärenfels, Kurort, Bärenstein, Beerwalde, Berreuth, Borlas, Börnchen b. Lauenstein, Cunnersdorf, Dippoldiswalde, Dittersdorf, Dönschten, Falkenhain, Friedersdorf, Fürstenau, Fürstenwalde, Geising, Glashütte, Hartmannsdorf, Hausdorf, Hennersdorf, Hermsdorf am Wilisch, Hermsdorf/Erzgeb., Hirschbach, Hirschsprung, Höckendorf, Johnsbach, Kipsdorf, Kurort, Lauenstein, Liebenau, Löwenhain, Luchau, Malter, Niederfrauendorf, Obercarsdorf, Obercunnersdorf, Oberfrauendorf, Oberhäslich, Paulsdorf, Pretzschendorf, Rehefeld-Zaunhaus, Reichenau, Reichstädt, Reinhardtsgrimma, Reinholdshain, Röthenbach, Ruppendorf, Sadisdorf, Schellerhau, Schlottwitz, Schmiedeberg, Schönfeld, Seifersdorf, Seyde, Ulberndorf und Zinnwald-Georgenfeld.
Durch Gemeindegebietsveränderungen sank die Zahl der Gemeinden von anfänglich 57 auf 28 bis zur 1. Kreisgebietsreform (1994/1996) in Sachsen.
- 1. Januar 1965 Eingliederung von Hirschsprung in die Stadt Altenberg
- 1. Januar 1968 Eingliederung von Hermsdorf a. Wilisch in Hirschbach
- 1. Februar 1973 Eingliederung von Ulberndorf in die Stadt Dippoldiswalde
- 1. August 1973 Eingliederung von Friedersdorf und Röthenbach in Pretzschendorf
- 1. Oktober 1973 Eingliederung von Berreuth in die Stadt Dippoldiswalde
- 1. Januar 1974 Eingliederung von Börnchen b. Lauenstein in Dittersdorf
- 1. Januar 1974 Eingliederung von Löwenhain in die Stadt Geising
- 1. Januar 1974 Zusammenschluss von Malter und Paulsdorf zu Malter-Paulsdorf
- 1. Januar 1991 Eingliederung von Obercunnersdorf in Höckendorf
- 1. Januar 1994 Eingliederung von Rehefeld-Zaunhaus und Zinnwald-Georgenfeld in die Stadt Altenberg
- 1. Januar 1994 Eingliederung von Oberhäslich und Reinholdshain in die Stadt Dippoldiswalde
- 1. Januar 1994 Eingliederung von Fürstenau in die Stadt Geising
- 1. Januar 1994 Eingliederung von Fürstenwalde und Liebenau in die Stadt Geising
- 1. Januar 1994 Eingliederung von Johnsbach und Luchau in die Stadt Glashütte
- 1. Januar 1994 Eingliederung von Borlas in Höckendorf
- 1. Januar 1994 Eingliederung von Ammelsdorf, Hennersdorf und Sadisdorf in Obercarsdorf
- 1. Januar 1991 Trennung von Malter-Paulsdorf in Malter und Paulsdorf
- 1. Januar 1994 Zusammenschluss von Niederfrauendorf und Oberfrauendorf zu Frauendorf
- 1. Januar 1994 Zusammenschluss von Hartmannsdorf und Reichenau zu Hartmannsdorf-Reichenau
- 1. März 1994 Eingliederung von Lauenstein in die Stadt Bärenstein
- 1. März 1994 Eingliederung von Seyde in Hermsdorf/Erzgeb.
- 1. März 1994 Eingliederung von Beerwalde und Ruppendorf in Höckendorf
- 1. März 1994 Eingliederung von Dönschten in Schmiedeberg

Am 17. Mai 1990 wurde der Kreis in Landkreis Dippoldiswalde umbenannt. Nach der deutschen Einheit wurde der Kreis durch das Ländereinführungsgesetz dem Land Sachsen zugesprochen. Der Kreis Dippoldiswalde hatte bis Ende Juli 1994 Bestand und ging zur 1. Sächsischen Kreisgebietsreform vollständig im Weißeritzkreis auf. Bei der 2. sächsischen Kreisgebietsreform am 1. August 2008 wurde das Gebiet des Landkreises dem neuen Landkreis Sächsische Schweiz-Osterzgebirge zugewiesen wurde. Das größere Freital verzichtete 1994 zugunsten der im Zentrum des neuen Weißeritzkreises liegenden Stadt Dippoldiswalde auf den Sitz des Landratsamts.

## Politik

### Landrat
- ab 1945 erster Landrat nach dem Ende des nationalsozialistischen Staats: Rudolf Grimmer (KPD)

- bis 1990 der Vorsitzende des Rates des Kreises
- 31. Mai 1990 bis 31. Juli 1994: Bernd Greif (CDU)

### Partnerschaften
Ab 1990 war der Landkreis Rottweil in Baden-Württemberg Partnerlandkreis des Kreises Dippoldiswalde.

## Wirtschaft
Nachdem im 19. Jahrhundert der ehemals bedeutende Bergbau fast vollständig zum Erliegen gekommen war, blieb das Osterzgebirge unberührt von der Entwicklung des heute hochindustrialisierten sächsischen Raumes. Lediglich in Altenberg wurde noch Zinn abgebaut. In Glashütte waren Uhrenfertigung, Feinwerktechnik und Rechenelektronik wichtige Produktionszweige; in Dippoldiswalde wurden Hydraulikanlagen, Uhrenteile und Verpackungsmittel hergestellt, des Weiteren gab es im Kreis noch Holzverarbeitung und Nahrungsmittelerzeugung. Das Schwergewicht der kollektiven Landwirtschaft bildeten Rinderzucht und Milchwirtschaft. Die Arbeitslosenentwicklung im Kreis nahm sich trotz vermeintlicher Strukturschwäche relativ günstig aus. Ein wichtiger Erwerbszweig war der Fremdenverkehr. Das südliche Kreisgebiet war eines der bedeutendsten Urlaubsgebiete der DDR. Bekannt waren vor allem die Kurorte Bährenfels, Bährenburg, Kipsdorf und die Fremdenverkehrsorte Schellerhau, Rehefeld und Zinnwald.

## Verkehr
Der Kreis Dippoldiswalde war durch die zwei Fernverkehrsstraßen, die heutigen Bundesstraßen 170 und 171 erschlossen. Die normalspurige Bahnstrecke Heidenau–Kurort Altenberg („Müglitztalbahn“) und die schmalspurige Weißeritztalbahn von Freital-Hainsberg über Dippoldiswalde und Schmiedeberg nach Kurort Kipsdorf erschlossen den Kreis Dippoldiswalde eisenbahnseitig sowohl im Personen- als auch im Güterverkehr. Ansonsten lag der Landkreis eher abseits der bedeutenden Straßen- und Schienenwege.

## Bevölkerungsdaten der Städte und Gemeinden
Bevölkerungsübersicht aller 48  Gemeinden des Kreises, die 1990 in das wieder gegründete Land Sachsen kamen.
| AGS      | Gemeinde              | Einwohner  | Einwohner  | Fläche (ha) |
| AGS      | Gemeinde              | 03.10.1990 | 31.12.1990 | 31.12.1990  |
| 14020010 | Altenberg, Stadt      |            |            |             |
| 14020020 | Ammelsdorf            |            |            | 487         |
| 14020030 | Bärenburg, Kurort     | 322        | 318        | 1120        |
| 14020040 | Bärenfels, Kurort     | 344        | 330        | 276         |
| 14020050 | Bärenstein, Stadt     | 1067       | 1071       | 1197        |
| 14020060 | Beerwalde             | 298        | 299        | 774         |
| 14020090 | Borlas                | 410        | 408        | 515         |
| 14020100 | Cunnersdorf           | 433        | 430        | 1038        |
| 14020110 | Dippoldiswalde, Stadt | 6633       | 6597       | 1807        |
| 14020120 | Dittersdorf           | 823        | 820        | 1641        |
| 14020130 | Dönschten             | 183        | 189        | 79          |
| 14020140 | Falkenhain            | 399        | 399        | 364         |
| 14020160 | Fürstenau             | 353        | 351        | 766         |
| 14020170 | Fürstenwalde          | 434        | 407        | 1216        |
| 14020180 | Geising, Stadt        | 1597       | 1586       | 1478        |
| 14020190 | Glashütte, Stadt      | 2538       | 2526       | 495         |
| 14020200 | Hartmannsdorf         | 706        | 709        | 1407        |
| 14020210 | Hausdorf              | 225        | 226        | 502         |
| 14020220 | Hennersdorf           | 501        | 505        | 747         |
| 14020230 | Hermsdorf/Erzgeb.     | 979        | 972        | 1310        |
| 14020240 | Hirschbach            | 467        | 464        | 867         |
| 14020250 | Höckendorf            | 1143       | 1133       | 983         |
| 14020260 | Johnsbach             | 689        | 687        | 1084        |
| 14020270 | Kipsdorf, Kurort      | 469        | 464        | 391         |
| 14020280 | Lauenstein, Stadt     | 851        | 851        | 657         |
| 14020290 | Liebenau              | 489        | 486        | 1490        |
| 14020310 | Luchau                | 314        | 317        | 805         |
| 14020320 | Malter-Paulsdorf      | 569        | 559        | 521         |
| 14020330 | Niederfrauendorf      | 206        | 203        | 301         |
| 14020340 | Obercarsdorf          | 885        | 876        | 503         |
| 14020350 | Obercunnersdorf       | 254        | 249        | 591         |
| 14020360 | Oberfrauendorf        | 335        | 333        | 1488        |
| 14020370 | Oberhäslich           | 509        | 514        | 516         |
| 14020390 | Pretzschendorf        | 2021       | 2026       | 2783        |
| 14020400 | Rehefeld-Zaunhaus     | 280        | 281        | 1475        |
| 14020410 | Reichenau             | 682        | 682        | 1424        |
| 14020420 | Reichstädt            | 1430       | 1429       | 2157        |
| 14020430 | Reinhardtsgrimma      | 886        | 888        | 1185        |
| 14020440 | Reinholdshain         | 418        | 418        | 642         |
| 14020460 | Ruppendorf            | 938        | 936        | 801         |
| 14020470 | Sadisdorf             | 517        | 507        | 559         |
| 14020480 | Schellerhau           | 471        | 478        | 610         |
| 14020490 | Schlottwitz           | 1267       | 1258       | 150         |
| 14020500 | Schmiedeberg          | 3045       | 2983       | 851         |
| 14020510 | Schönfeld             | 345        | 341        | 847         |
| 14020520 | Seifersdorf           | 1113       | 1106       | 694         |
| 14020530 | Seyde                 | 226        | 229        | 704         |
| 14020550 | Zinnwald-Georgenfeld  | 699        | 701        | 317         |

## Kfz-Kennzeichen
Den Kraftfahrzeugen (mit Ausnahme der Motorräder) und Anhängern wurden von etwa 1974 bis Ende 1990 dreibuchstabige Unterscheidungszeichen, die mit dem Buchstabenpaar RD begannen, zugewiesen. Die letzte für Motorräder genutzte Kennzeichenserie war YX 98-01 bis YX 99-99.
Anfang 1991 erhielt der Landkreis das Unterscheidungszeichen DW. In Zusammenhang mit der Kennzeichenliberalisierung kann diese Buchstabenkombination seit November 2012 im Landkreis Sächsische Schweiz-Osterzgebirge ausgegeben werden.

## Codes
- Postleitzahlen bis 1960–1993: 8230–8249
- Postleitzahlen ab 1993: 0174*–0178*